# 宇野碧
宇野 碧（うの あおい、1983年 - ）は、日本の小説家。大阪外国語大学外国語学部卒。

## 来歴
放浪生活を経て、その後和歌山県在住。2022年『レペゼン母』で第16回小説現代長編新人賞を受賞し、デビューした。
デビュー作のタイトルに使われている「レペゼン」とは、英単語の「represent」を由来とし、「代表する、象徴する」を意味するヒップホップ用語である。本作は母子家庭の親子がラップバトルでの対決を通じてその絆を取り戻していく様が描かれており、選考委員の一人宮内悠介は、『親との戦い』ではなく、親の側から『子との戦い』を力強く描いた、大人の小説であると感じさせられたと評している。

## 作品

### 単行本
- 『レペゼン母』講談社 2022年8月10日 ISBN 978-4-06-527646-4
- 『キッチン・セラピー』講談社 2023年7月12日 ISBN 978-4-06-531807-2
- 『繭の中の街』双葉社 2024年3月21日 ISBN 978-4-57-524719-0

### 雑誌掲載
小説
- 「地方公務員の有田」 - 『小説現代』2025年1月・2月合併号
- 「通り雨」 - 『小説すばる』2025年2月号